# پراس
پراس (به انگلیسی: Prase) با فرمول شیمیایی SiO2 از مجموعه کانی هاست و  خواص فیزیکی و شیمیایی آن شبیه کالسدوئن است. بافت آن با مناطق متحدالمرکز یا موازی با رنگهای مختلف مشخص است. که معمولاً در اطراف یک حفره بادامی شکل قرار دارند. دارای لومینسانس اغلب سفید زرد-سبز یا سبز. زیباترین آگاتها در نواحی جنوب برزیل و اروگوئه یافت از نام رودخانه Achates در جنوب سیسیل گرفته شده‌است.  محلول در KOH SiO۲:۱۰۰٪  همراه با ادخالهای Al,Fe,Mg,Ca,Ni,Cr برای اولین بار در چک و اسلواکی کشف شد و از نظر شکل بلور: بلورهای نازک شش گوش، شکستگی: صدفی و در رده‌بندی اکسید است.
همایند کانی‌شناسی (پارانژ) آن کالسدوئن - اوانسیت است. کاربرد آن: تزئینی - شیمیائی، از نظر ژیزمان  فراوان ; مخصوصاََ درنواحی آتشفشانی آلمان غربی و شرقی، چک و اسلواکی، ایتالیا، روسیه، شیلی، یمن، هند، مراکش، ایسلند یافت می‌شود.

## منبع
- پردیس کشاورزی ایران